# Acácio (procônsul)

Armênia bizantina em 565

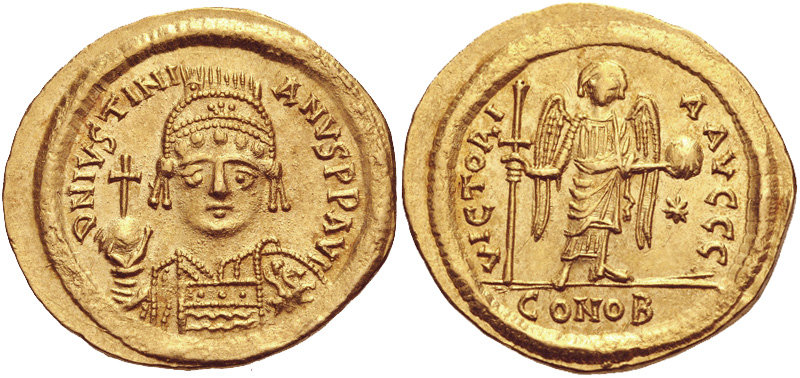
Soldo de Justiniano r.

Acácio (em grego: Ἀκάκιος; romaniz.: Akákios; em latim: Acacius) foi um procônsul bizantino da Armênia Prima, c. 536-539, no reinado de Justiniano (r. 527–565). Aparece pela primeira vez quando acusa seu amigo e governador da Armênia Amazaspes Mamicônio de traição. Ele assassina seu amigo sob ordem imperial e recebe o governo da Armênia bizantina. Seu governo foi impopular e assassinado por um grupo de armênios.

## Biografia
Procópio considera Acácio e seu filho Adólio, silenciário e comandante militar, como nativos da Armênia bizantina. Foi mencionado pela primeira vez quando trouxe quatro acusações de traições contra seu amigo Amazaspes Mamicônio, o comandante do território armênio que, segundo a narrativa de Procópio, estaria abusando dos armênios e pretendia dar ao Império Sassânida Teodosiópolis e algumas outras fortalezas. Após saber disso, o imperador solicitou que Acácio matasse Amazaspes e, como recompensa, acabou recebendo o comando sobre os armênios.
Em 18 de março de 536, uma lei de Justiniano reformou a administração da Armênia bizantina. Acácio já era governador da Armênia Interior / Armênia Magna; seu título quiçá era de consular da Armênia Magna. Com base na reorganização, tornou-se governador da nova província da Armênia Prima e recebeu o ofício de procônsul. Outros documentos legais de 536 citaram Acácio, em latim, como procônsul da Armênia Prima (proconsul Armeniae Primae) e, em grego, antípato da Armênia (em grego: ἀνθύπατος ΄Αρμενίας).
Acácio provou-se altamente impopular com a população de sua província, ganhando reputação de cruel e ganancioso. Foi morto em 538/539, havendo, na narrativa de Procópio, duas versões: a primeira reforça que o episódio foi planejado por um grupo de armênios que depois fugiram para Farângio (atual Ispir); a segunda afirma que Acácio foi assassinado por Artabanes.